# Traguardo volante
Nelle corse ciclistiche, un traguardo volante è un traguardo intermedio posto lungo il percorso di gara: ai corridori che vi transitano per primi vengono assegnati, a seconda dei casi, secondi di abbuono (nelle corse a tappe), punti validi per una determinata classifica (ad esempio quella del Gran Premio della Montagna nel caso di un traguardo posto in cima a una salita), o premi in denaro o di altra natura.
I corridori dopo aver superato il traguardo volante non si fermano ma proseguono la corsa senza interruzione fino all'arrivo.
A volte un traguardo volante viene disposto non dagli organizzatori della corsa, ma dal comune attraversato, da un'associazione locale o da uno sponsor. In tal caso, soprattutto in passato, spesso questi traguardi mettevano in palio i premi più disparati: per esempio prosciutti, salami o altri prodotti alimentari tipici del luogo.